# Protocolo de Adaptación de Contenidos de Internet
El Protocolo de Adaptación de Contenidos de Internet (o ICAP, del inglés Internet Content Adaptation Protocol) es un protocolo de red abierto y público, originado en 1999 para la redirección de contenidos con fines de filtrado y conversión. Estandarizado en abril de 2003 como RFC 3507.
Permite el uso de antivirus, filtrado de contenidos, traducción dinámica de páginas, inserción automática de anuncios, compresión de HTML, etc.
Los servicios basados en ICAP tienen dos posibilidades de implantación, dependiendo de si la redirección al servidor de filtrado se realiza inmediatamente después de la solicitud del cliente (modo “request”) o tras la respuesta del servidor de destino (modo “response”). Normalmente se asocia el filtrado de acceso al modo solicitud y el filtrado de contenido al modo respuesta.